# Cologne (Italia)
Cologne (Culogne in dialetto bresciano) è un comune italiano di 7 605 abitanti situato in Franciacorta, provincia di Brescia, in Lombardia.

## Geografia fisica

### Territorio
È situato in Franciacorta, ai piedi del Monte Orfano, distante 25 chilometri a ovest dal capoluogo. Il comune di Cologne fa parte della provincia di Brescia, nella regione della Lombardia. Il territorio si estende nella zona ad ovest della provincia, a sud del bacino idrografico del lago d'Iseo, all'inizio della pianura bresciana occidentale e congloba a nord il versante occidentale del Monte Orfano, che delimita le colline moreniche della Franciacorta.
Il comune di Cologne è inserito nella regione agraria provinciale nº12 denominata "pianura bresciana occidentale", unitamente ad altri 23 comuni.
Il territorio comunale confina a nord con il comune di Erbusco, ad est con il comune di Coccaglio, a sud con quello di Chiari e ad ovest con il comune di Palazzolo sull'Oglio.
La superficie territoriale del comune di Cologne misura circa 13,83 km², per la maggior parte pianeggiante ad esclusione dell'area a nord che è caratterizzata dalla dorsale occidentale del Monte Orfano, per cui la sua altitudine varia dai 168 m ai 451 m sul livello del mare.
Presenza idrograficamente importante nel territorio è la seriola "Fusia" e la sua diramazione, chiamata "Mirandola", adibite entrambe a scopi irrigui: la prima taglia il comune da ovest a est e la seconda da nord verso sud.
L'abitato urbano si è nel tempo ampliato a macchia d'olio verso sud, ma rimane sostanzialmente composto dal nucleo storico centrale e da due frazioni, ad oggi maggiormente inglobate, denominate "Macina" e "Mirandola", oltre ad un discreto numero di cascine sparse dislocate sul territorio agricolo.

## Origini del nome
Il nome della città ha origini latine, poiché durante il dominio Romano, i primi insediamenti della zona venivano chiamati "colonie" (derivato da coloni che lavoravano la terra). Successivamente il nome, esteso a tutta la zona e soggetto alle evoluzioni della lingua, divenne il definitivo Cologne.

## Storia

### Periodo preromano e romano
Attraverso i reperti archeologici ritrovati nella zona, risalenti al IV sec. a.C., possiamo iscrivere a quell'epoca la datazione del primo insediamento stabile del futuro comune di Cologne, fondato dalla tribù gallica dei Cenomani, che si stabilirono in queste zone e sul Monte Orfano per controllare la principale via della Transpadana. Brescia infatti era il loro centro amministrativo, militare ed economico più importante. La zona del convento di S.Giacomo risulta essere stata il loro caposaldo principale unitamente a quello posto sulla cima del Monte Orfano. Successivamente, sotto il dominio romano iniziato nel II sec. a.C. e terminato nel V sec. d.C., vennero a stabilirsi numerosi coloni che fecero del lavoro agricolo la principale fonte di ricchezza locale. La politica agraria dei romani favorì l'insediamento di nuovo coloni che edificarono diverse cascine, indicate genericamente con il nome di "colonie", il cui nome in epoca barbarica si trasformò nel toponimo attuale di Cologne. Con la decadenza romana e l'invasione dei barbari del V e VI sec. d.C. che sconvolsero i luoghi e l'organizzazione romana, il territorio e l'economia attraversarono un lungo periodo di sottosviluppo che si arrestò solo con l'avanzamento dei Longobardi. Tale popolazione insediò il suo centro giuridico-amministrativo principale nella zona denominata ancora oggi "Sala", termine che deriva dalla terminologia longobarda che significava la presenza di un insediamento stabile e solido, dove si versavano e si immagazzinavano le derrate agricolo e il signore amministrava la giustizia. L'epoca longobarda offrì una nuova formulazione giuridica della proprietà fondiaria.

### Periodo medioevale e preindustriale
Durante il medioevo sorse sul monte un convento detto "dei Cappuccini", per secoli centro di cultura, mentre l'agglomerato di modeste dimensioni continuò a prosperare nell'agricoltura fino alla caduta del Sacro Romano Impero nel IX secolo, che portò tempi di miseria e lotte anche in questi luoghi. Alla fine dell'XI secolo con le ricorrenti invasioni degli Unni, per necessità difensive anche nella zona di Cologne ad opera dei grossi feudatari si fortificarono i monasteri, i centri abitati, i casolari isolati, le chiese che inoltre erigono torri di osservazione (che poi diventeranno i campanili delle stesse). Solo dopo l'XI secolo si ebbe un'effettiva ripresa economica, sotto l'impulso dello sviluppo dell'attività agricola che portò ai colognesi miglioramenti anche sociali e politici. la ripresa economica fa sì che il centro abitato di Cologne si sviluppi attorno all'antico "castrum" centrale, ovvero il castello Gnecchi, cintato perimetralmente da un fossato. Dalla seconda metà del XII sec. iniziò la crisi dei comuni liberi con l'inizio di lotte che portarono ad un lungo periodo di guerre fra Brescia e Bergamo per questioni territoriali. Le guerre si susseguirono fino al XIV sec. quando iniziò una lenta ripresa di ricostruzione politica ed amministrativa. Ciò fu grazie anche alla realizzazione della roggia "Fusia" tra il 1343 e il 1347 ad opera degli Olofredi, che favorì la costruzione di mulini e lo scambio di merci.
Nei secoli successivi la sorte di Cologne seguirà sempre quella di Brescia, con le dominazioni veneziane, napoleoniche ed asburgiche.
Il campanile di Cologne risale al 1514 e proprio nel 2014, in data 7 settembre, si sono festeggiati i 500 anni della costruzione. Proprio attorno alla data del 1514 con l'assestamento politico e territoriale, in Cologne viene edificata la prima chiesa parrocchiale con la relativa torre di osservazione, come già scritto.

### L'Ottocento e il Novecento
Analizzando le tavole del catasto napoleonico (1809-1864) si nota come l'insediamento abitativo di Cologne fosse composto da un nucleo insediativo situato ai piedi del Monte Orfano, che si sviluppa principalmente intorno alla chiesa parrocchiale, oggi l'attuale centro storico; un secondo raggruppamento di cascine dislocate lungo i piedi del Monte in direzione Coccaglio e Rovato, tale zona è denominata "Cadamocco"; un terzo nucleo abitativo situato nella zona detta la "Sala", in prossimità del canale della "Fusia"; oltre le cascine sparse nella campagna. Tale assetto urbanistico rimane pressoché invariato fino al secondo dopoguerra andando a confrontare le mappe del catasto napoleonico con quelle del 1935 si può vedere che i complessi sorti in quegli anni sono di tipo abitativo e vanno ad inserirsi nelle suddette tre aree che componevano il paese. L'unico edificio sorto in questo periodo che avrà rilevanza di tipo sociale è l'attuale scuola materna S.Antonio, infatti era il 1911 quando si sono aperte le porte della scuola, nata come asilo e mensa per i poveri e per i bambini della scuola stessa. La gestione fu affidata alle suore e lo è tutt'oggi. Per quanto riguarda la scuola elementare, l'unico edificio esistente risale al 1934, poi ripristinato nel 1946 in seguito ai danni subiti durante la guerra. L'edificio venne in seguito ampliato nel 1963 e nel 1977. Da questo periodo l'edilizia in generale vede un incremento notevole e sorgono numerose villette e negli anni cinquanta le prime case popolari su iniziativa comunale.
Dopo la fine della seconda guerra mondiale, Cologne ha cominciato a svilupparsi nei settori artigianale e della piccola industria, favorendo uno spostamento della popolazione dal settore agricolo a questi. Ciò ha avuto un forte effetto sulla crescita del paese e della sua popolazione, che negli anni ha portato ad un consolidamento della sua posizione sul territorio, complice anche la posizione lungo l'asse Brescia-Bergamo-Milano. Il tessuto urbano, adeguatosi nel tempo alle nuove esigenze, permette oggi collegamenti veloci con i comuni limitrofi quali Palazzolo sull'Oglio, Rovato e Chiari.
Nel 1967 si approva il primo strumento urbanistico, il Piano di Fabbricazione, le cui linee segneranno in modo profondo e per certi versi definitivo lo sviluppo urbanistico del paese. La nuova edilizia residenziale è concepita soprattutto per villette unifamiliari con qualche raro esempio di palazzina con massimo tre piani. Lo stesso per il vecchio nucleo, dove si notano edifici di norma su due o tre piani. Il Piano di Fabbricazione tiene particolarmente bassi tanto il numero di piani quanto la densità edilizia. Già in questi anni inoltre alcune ditte locali avevano assunto proporzioni di piccole industrie e nasce quindi la necessità di destinare alcune aree a zone industriali vere e proprie. L'ubicazione di tali zone fu indirizzata a sud della statale e un'altra ad ovest del paese. In questi anni si realizzano anche alcune nuove strutture come la casa di riposo, ampliata nel 1969 e costruito l'ambulatorio comunale; nel 1972 viene edificata la scuola media e quasi contemporaneamente la nuova piazza Europa con la fontana ed edifici annessi; nel 1978 iniziano i lavori di costruzione dell'asilo comunale e dal 1980 su due aree del comune vengono realizzati su iniziativa dell'amministrazione i villaggi "Vigorelli" e "Mandorleto". Nel 1984 viene approvato il nuovo strumento urbanistico, il Piano Regolatore Generale, che segue le indicazioni ormai chiaramente tracciate dallo strumento precedente, andando ad individuare le nuove aree di insediamento residenziale collegando le zone già edificate. Si destinano ampi spazi a Piani di Lottizzazione in modo da facilitare la realizzazione di servizi necessari ai nuovi insediati. Questo strumento urbanistico è stato fatto oggetto di una variante approvata nel 1990 che ha introdotto i Piani di Recupero per le aree industriali dismesse presenti nel centro del paese e per altri complessi in modo da consentire una riqualificazione. Ha inoltre introdotto il Piano Particolareggiato per l'area dismessa dove sorgeva l'Edera.

### Simboli
Lo stemma non è stato formalmente riconosciuto ma è in uso da parte del Comune.
Il gonfalone è un drappo di azzurro.

## Monumenti e luoghi d'interesse

### Architetture religiose
- Chiesa dei Santi Gervasio e Protasio

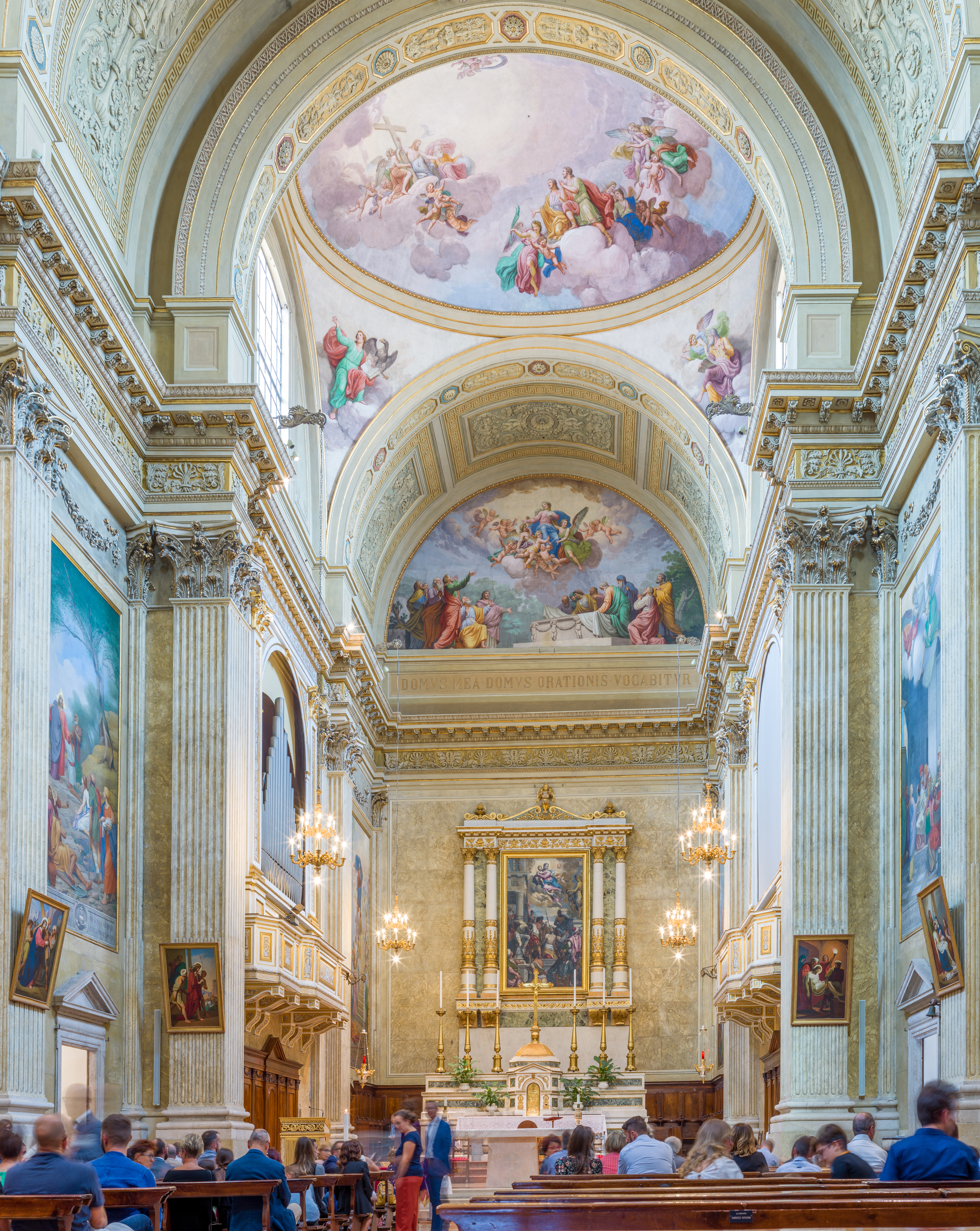
La chiesa parrocchiale dei Santi Gervasio e Protasio.
La chiesa di San Lorenzo.
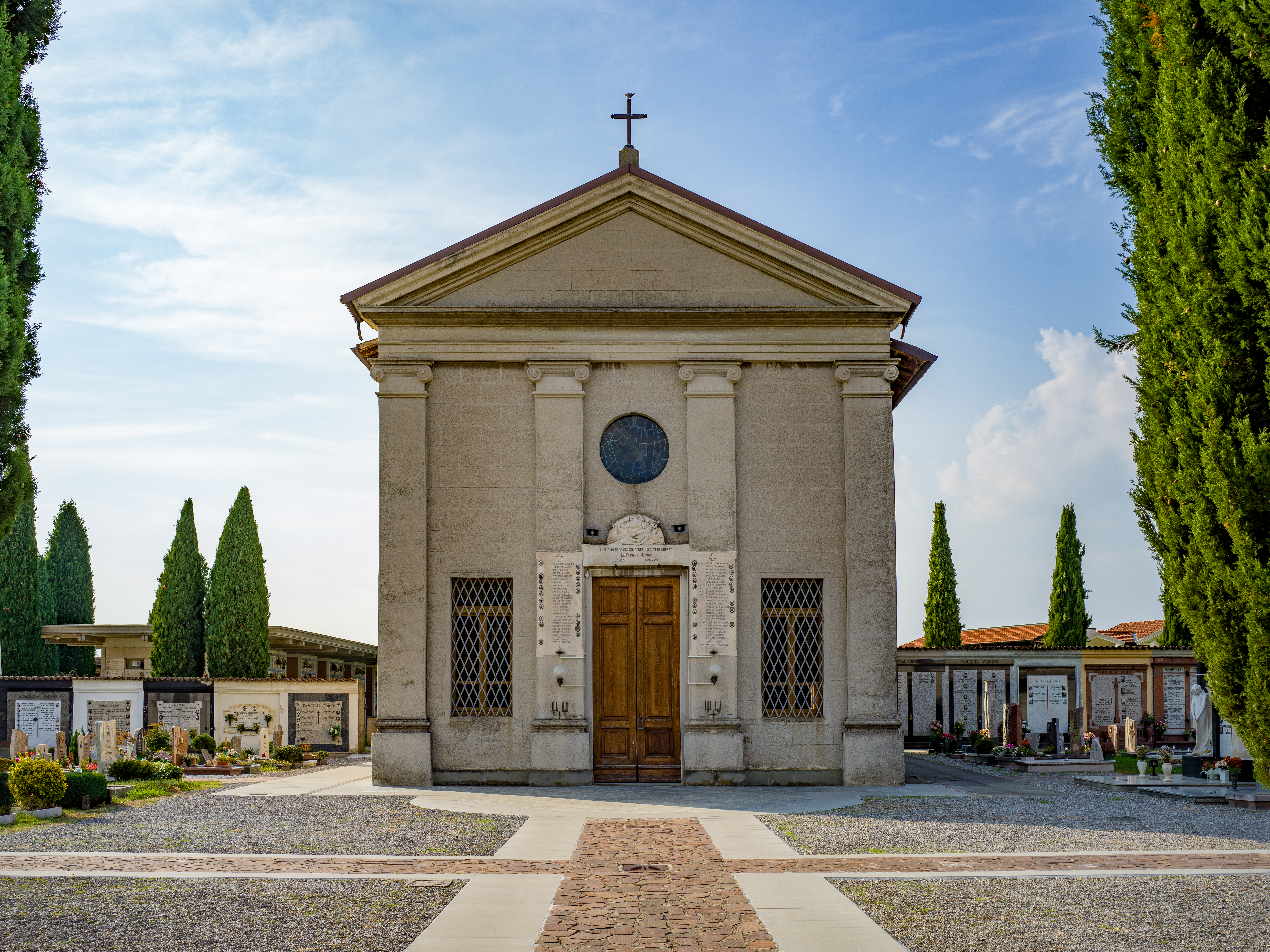
La chiesa di Sant'Eusebio nel cimitero.
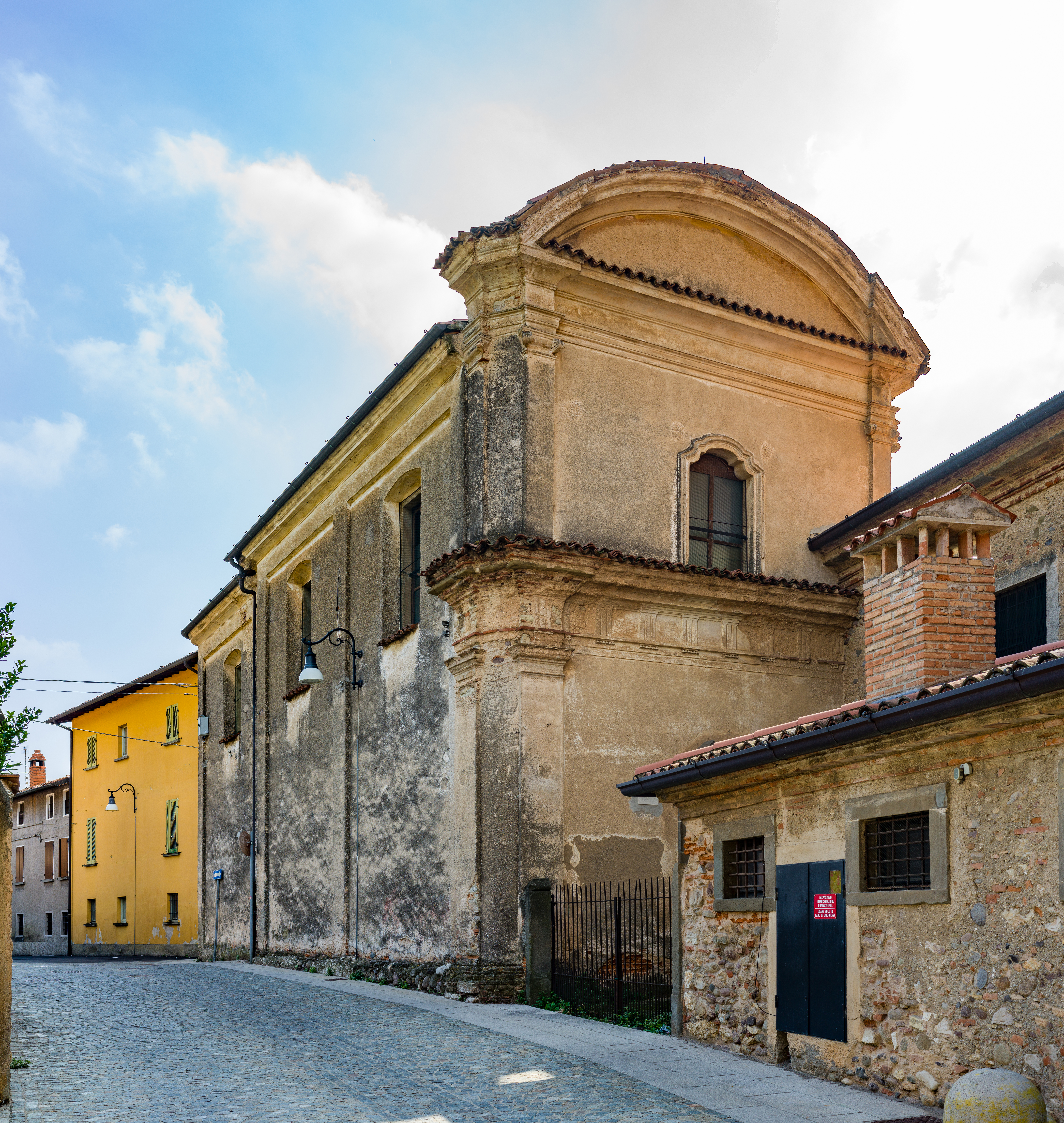
La chiesa del Crocifisso.

### Architetture civili

Palazzo Martinelli sede del municipio.
Villa Gnecchi con giardino.
La Casa di riposo Martinelli.
Villa Maria Fontana

## Società

### Evoluzione demografica
Abitanti censiti

## Geografia antropica

### Urbanistica

#### Vie di Cologne

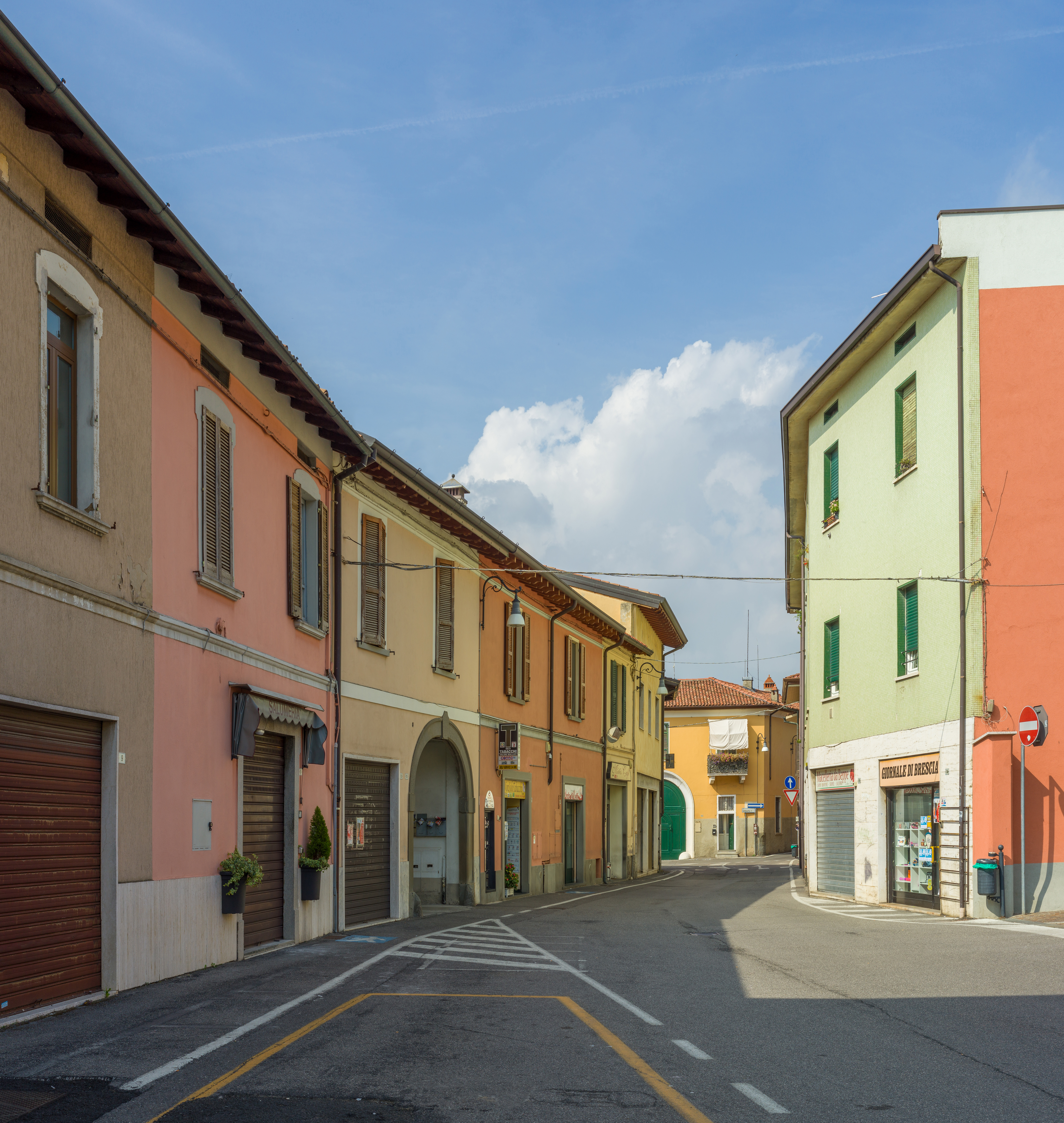
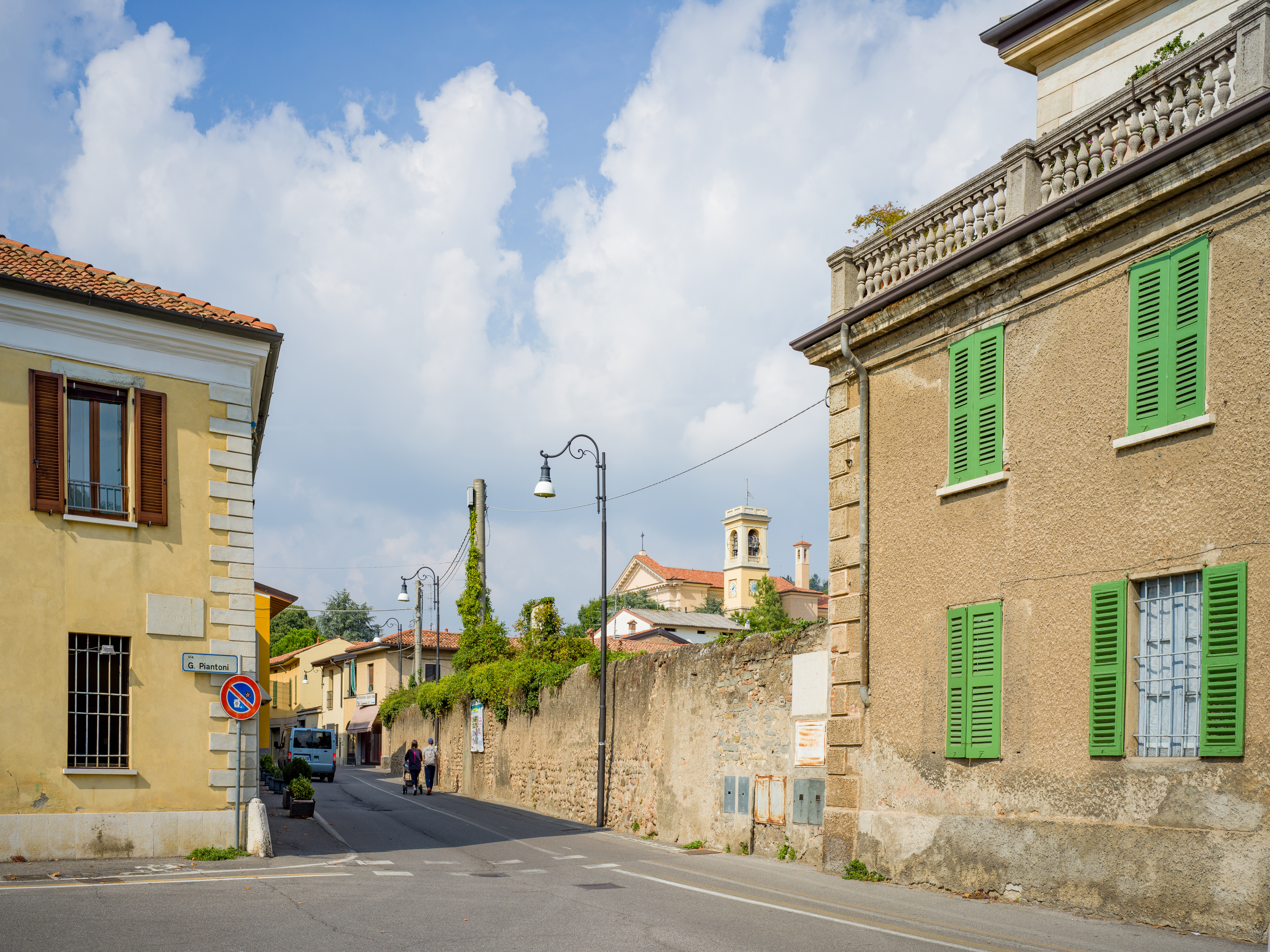
Via Vittorio Emanuele e Villa Gnecchi con chiesa parrocchiale.
Accesso a Piazza della Torre.
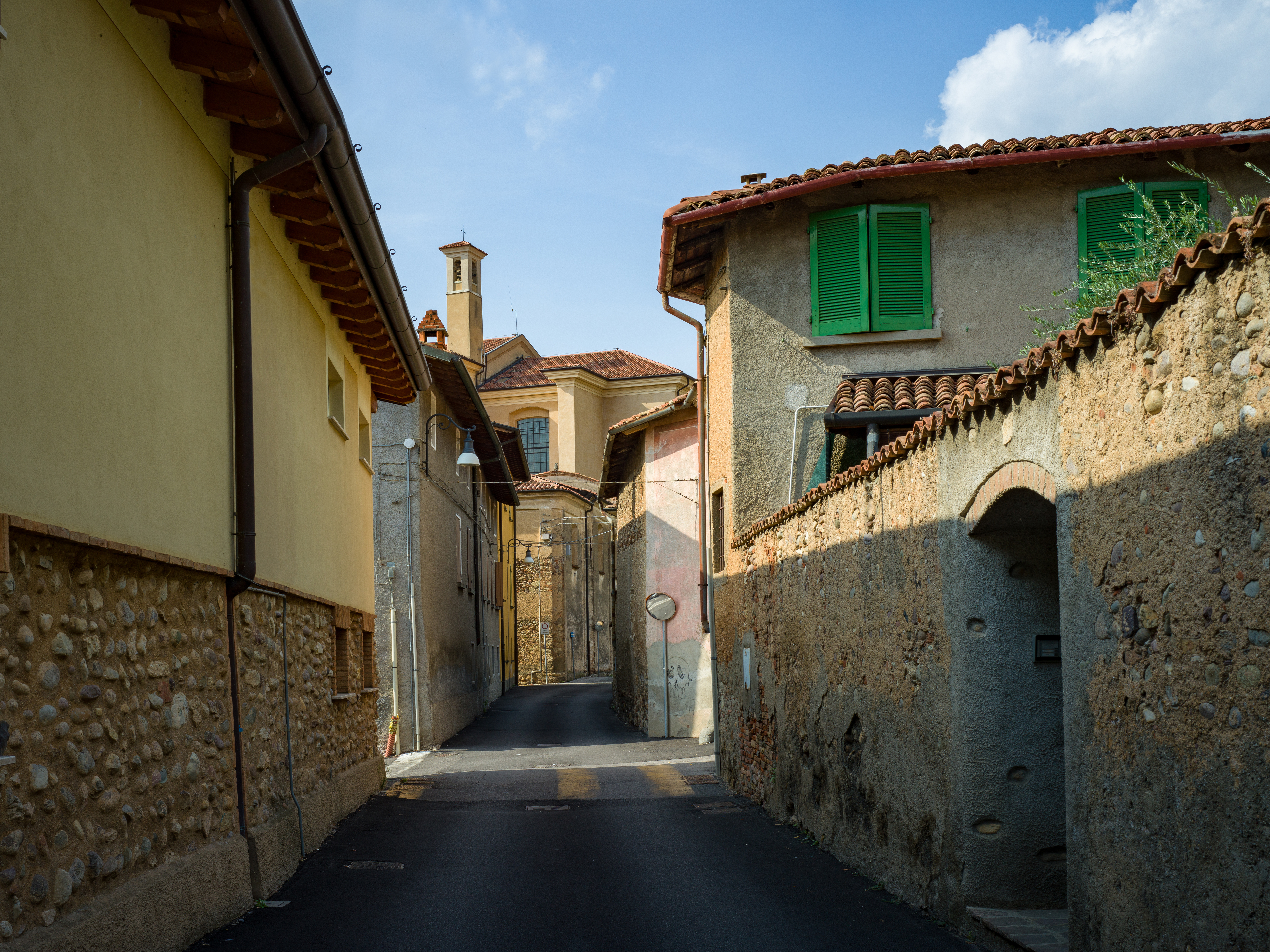
Via della Chiesa e chiesa parrocchiale.

#### Centro storico
Il centro storico è posto ai piedi del Monte Orfano e costituisce l'area centrale dell'abitato di Cologne. È costruito attorno al sistema di piazza Garibaldi, delle chiese – Parrocchiale SS. Gervasio e Protasio, del Crocifisso e di S. Lorenzo – poste a nord e del Palazzo Martinelli (ora Palazzo Municipale) a sud, anche se la parte più antica era più spostata tra il Castello e via della Chiesa. L'attuale centralità è connessa alla vicenda della ricostruzione, agli inizi dell'Ottocento, della chiesa parrocchiale, con la facciata orientata verso sud-ovest, ai cui piedi venne realizzata la Piazza. In seguito dedicata a Garibaldi, la piazza, pressoché in asse con la chiesa, ha una forma rettangolare allungata, interamente di nuovo impianto, ricavata prevalentemente su un'area non edificata e mediante la parziale demolizione, in lato est, di fabbricati e manufatti preesistenti. La forma del centro storico, in corrispondenza della fascia pedecollinare, è più allungata verso est, per comprendere la villa Gnecchi con il relativo parco e i tessuti storici che fiancheggiano via Cominotti, via Facchetti e via Cadamocco. Particolare importanza riveste il rapporto che si è mantenuto tra il centro storico e l'ambiente naturale del Monte Orfano, che si trovano a diretto contatto fra loro per un buon tratto della perimetrazione in lato nord-est. La contiguità del parco della villa Gnecchi, consente di estendere il polmone verde del monte fino all'interno del centro abitato. Il centro storico ha una struttura più compatta nella parte settentrionale, in corrispondenza della fascia pedecollinare, mentre gli isolati a sud dell'asse di via Marconi, via Vittorio Emanuele, tendono, nella parte più meridionale, a una crescente perdita di chiarezza nel disegno dell'impianto urbanistico, originata probabilmente da una diversa struttura fondiaria, più legata alla dimensione agraria della pianura, e dovuta anche a una presenza di edilizia contemporanea diffusa e di edilizia “fuori scala”, che contraddistingue le attrezzature della Casa di riposo e dell'Oratorio, dotate di ampi spazi aperti, nonché il recente complesso residenziale, realizzato in sostituzione degli edifici produttivi dismessi della “Sebino”. Anche a ovest del Centro storico si nota una perdita di riconoscibilità dei margini dovuta all'intervento di sostituzione edilizia degli edifici produttivi della “Streparava”, cui va riconosciuto il tentativo di introdurre nella ricostruzione un nuovo carattere urbano, attraverso la formazione di piazze e porticati, ma la dimensione “fuori scala” e l'articolazione del complesso edilizio, l'arretramento dei fabbricati dal filo strada, la caratterizzazione degli edifici con numerosi elementi avulsi dal contesto, contribuiscono alla percezione dell'inserimento di corpi estranei, che tendono più a un'omologazione con i caratteri dell'espansione contemporanea, piuttosto che a una forte integrazione con quelli degli edifici, degli spazi scoperti connessi e degli spazi pubblici di antica formazione. Le strade si snodano secondo una maglia non regolare grosso modo ortogonale, con orientamento nord-est sud-ovest che segue l'andamento delle pendenze naturali delle pendici del monte. La tipologia più ricorrente è quella della casa a corte. Molti edifici fiancheggiano il lato sud dei due principali assi storici, di via della Chiesa e di via Marconi – Vittorio Emanuele, secondo il principio insediativo dell'” accostata storica” che ha originato, a tratti, significative cortine edilizie, in qualche caso con caratteristiche omogenee, che meritano di essere tutelate e riqualificate. Gli edifici, anche di categorie tipologiche diverse, sono disposti a diretto contatto tra loro, con impianto tradizionale, con fronte nord a filo strada e affaccio a sud sulla relativa corte. Tale principio insediativo è presente anche lungo il tratto sud di via Tese e lungo una traversa di via Cadamocco, che presentano lo stesso andamento dei precedenti. 

## Infrastrutture e trasporti
La principale via di comunicazione viaria è la statale nº 573 Rovato-Seriate-Bergamo, che attraversa il territorio di Cologne da est ad ovest, insieme con la strada provinciale nº17 Chiari-Cologne-Adro, che funge da collegamento verso nord con l'autostrada A4 e sud con l'autostrada A35 (BreBeMi). Altra infrastruttura di comunicazione è la linea ferroviaria Brescia-Bergamo, che attraversa il territorio da est ad ovest facendo scalo nella stazione del paese, ubicata nella parte sud del comune e servita a cadenza oraria dai regionali Bergamo-Brescia.

## Amministrazione
| Periodo        | Periodo        | Primo cittadino    | Partito      | Carica  | Note |
| -------------- | -------------- | ------------------ | ------------ | ------- | ---- |
| 24 aprile 1995 | 14 giugno 1999 | Marina Chiari      | lista civica | Sindaco |      |
| 14 giugno 1999 | 8 giugno 2009  | Giorgio Mazzotti   | lista civica | Sindaco |      |
| 8 giugno 2009  | 26 maggio 2014 | Danilo Verzeletti  | lista civica | Sindaco |      |
| 26 maggio 2014 | 10 giugno 2024 | Carlo Chiari       | lista civica | Sindaco |      |
| 10 giugno 2024 | - In Carica -  | Francesca Boglioni | lista civica | Sindaco |      |

## Sport

### Calcio
La principale squadra di calcio del paese è G.S.O. Cologne Calcio che milita nel girone E lombardo di Prima Categoria

### Pallamano
Esiste anche una squadra di pallamano (pallamano Cologne) che milita nella serie A1 nazionale, una squadra in serie B, una under 18, due under 16 e due under 14, in più una società affiliata, l'handball Franciacorta che si occupa del settore giovanile arrivando fino all'under 12 (11-12 anni) che integra anche l'under 16 femminile. Nel palmarès della società ci sono ben 9 titoli italiani vinti dalle giovanili dal 1989 al 2014 (ultimo quello dell'under 20 conquistato a Chieti nel giugno del 2014).

### Pallavolo
Il Cologne vanta anche varie squadre di Pallavolo che partono dal Minivolley (dai 6 anni) fino alla seconda divisione sia maschile che femminile.